# بولشوی اوزن

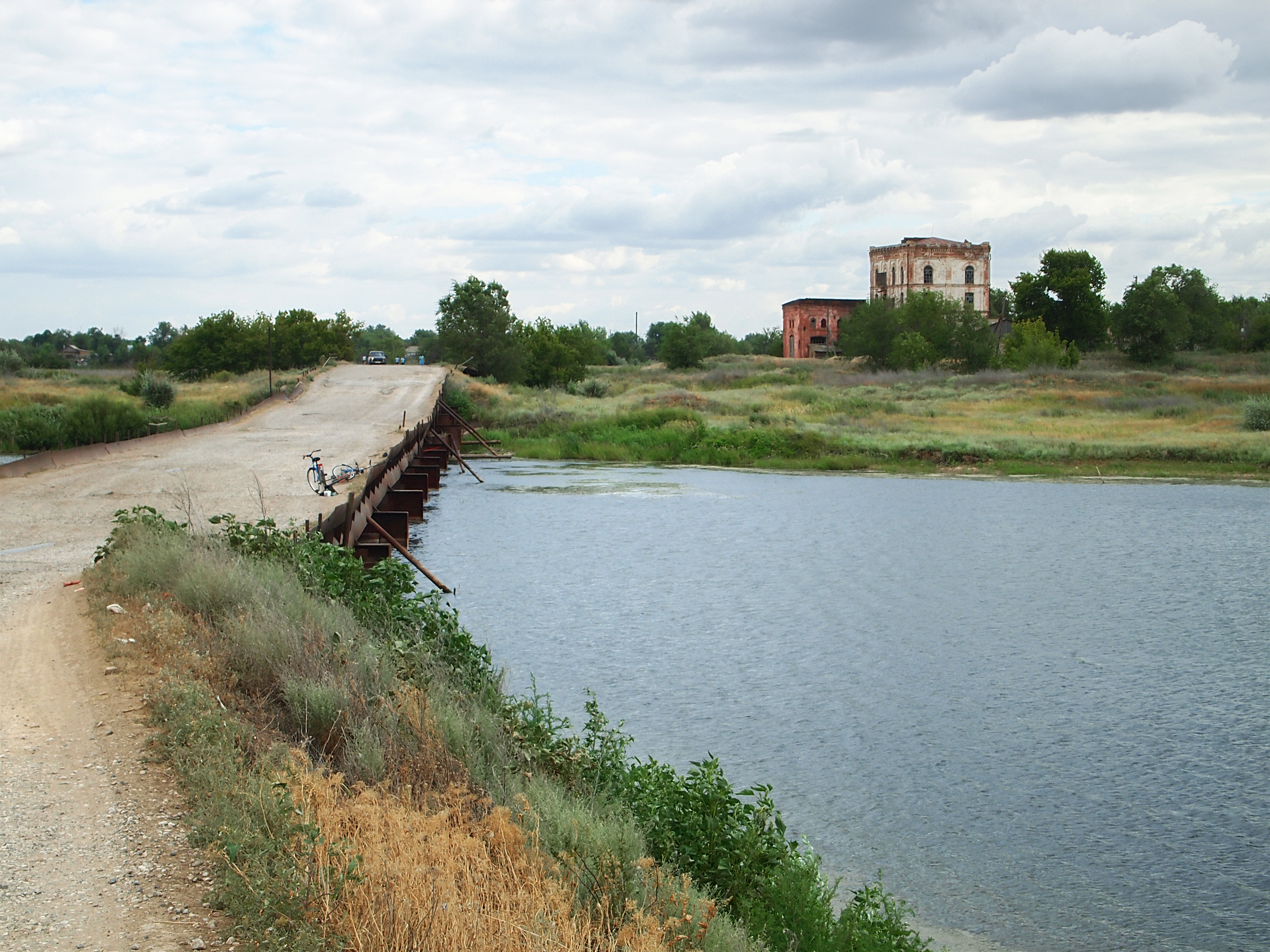
نگاره‌ای از رودخانهٔ بولشوی اوزن در ساراتوف - ۲۰۱۷

بولشوی اوزن (روسی: Большой Узень) رودخانه‌ای در استان ساراتوف کشور روسیه و استان قزاقستان غربی کشور قزاقستان است. درازای آن ۶۵۰ کیلومتر (۴۰۰ مایل) و حوضهٔ زهکشی آن ۱۵۶۰۰ کیلومتر مربع (۶۰۰۰ مایل مربع) است.